# Coupe des As
La Coupe des As de hockey sur glace est une ancienne compétition opposant les clubs français de hockey sur glace du niveau élite. En 1986, les quatre premiers de la nationale 2 y ont participé. Elle s'est déroulée à trois reprises : en 1985, 1986, et 1992.

## Palmarès
| Date | Lieu                             | Vainqueur                  | Finaliste                 | Score |
| 1992 | Patinoire René Froger - Briançon | Diables Rouges de Briançon | Dragons de Rouen          | 6-2   |
| 1986 | Lyon                             | Rapaces de Gap             | Français Volants de Paris | 10-3  |
| 1985 | Lyon                             | Saint-Gervais              | Chamonix                  | 10-3  |